# 谷口勝則
谷口 勝則（たにぐち かつのり、1943年4月21日 - ）は、日本の電気工学者。大阪工業大学名誉教授・電気クラブ元副会長。工学博士（大阪府立大学）。パワーエレクトロニクス学会元会長。電気学会フェローおよび電力変換国際会議（PCC-Osaka）2002実行委員長。元IEEE-IE TOKYO CHAPTER VICE CHAIRMAN。
専門は、パワーエレクトロニクス、電力工学・電力変換（特にインバータ・コンバータ）、電気回路・電動機制御システムなど。

## 経歴
長崎県出身。1966年大阪工業大学工学部電気工学科卒業。1970年大阪府立大学大学院工学研究科電気工学専攻修士課程修了、のちに工学博士（大阪府立大学）号を取得。大阪工業大学工学部電気工学科助手、講師を経て、1975年同学科助教授。1988年同学科教授。2002年同学部電気電子システム工学科教授。2008年同大学退官。2009年大阪工業大学名誉教授。
大阪工業大学工学部（電気工学科、電気電子システム工学科）にて40年以上の長きに渡り教鞭を執り、電気クラブ副会長・顧問も歴任した。特にパワーエレクトロニクス分野において、数々の特許技術を研究開発・発明した 。
主な所属学会は、電気学会、IEEE、パワーエレクトロニクス学会、EPE（欧州パワーエレクトロニクス）など。
主な受賞は、電気学会フェロー(2009)。パワーエレクトロニクス学会功労賞(2014)、電気学会産業応用特別賞(2008)・優秀技術活動賞(2005)・産業応用部門活動功労賞受賞(2003)、小平記念賞受賞(1995)など。

## 主な著書
- PWM電力変換システム（共著、共立出版2007、学術書）
- パワーエレクトロニクス（共著、オーム社2005、学術書）
- モータ技術用語辞典（共著、日刊工業新聞社2001、学術書）
- 基礎電気回路（共著、森北出版1995、学術書）

## 主な研究
- 電動車駆動用インバータシステムに関する研究
- ソフトスイッチング高昇圧コンバータの開発[9]（特許）
- 力率改善直流電源装置の開発 - 松下電器産業（現在のパナソニック）との共同特許[10]
- 系統連系インバータ装置の開発 - シャープとの共同特許[11]
- 三相高力率コンバータの開発 - 九州電力・ユアサコーポレーションとの共同特許[12]
- 降圧形高力率コンバータの開発 - ユアサコーポレーションとの共同特許[13]
- 昇圧チョッパ装置の開発 - ユアサコーポレーションとの共同特許 [14]